# Lyudmila Danilina
Lyudmila Nikolaïevna Danilina (en ukrainien : Даниліна Людмила Миколаївна), née le 11 septembre 1985, est une athlète handisport ukrainienne concourant en T20 pour les athlètes ayant un handicap mental. Elle détient une médaille d'argent (2020) et une médaille de bronze paralympiques (2016). 

## Palmarès

### Jeux paralympiques
- Jeux paralympiques d'été de 2016 à Rio de Janeiro :
  -  1 500 m T20
- Jeux paralympiques d'été de 2020 à Tokyo :
  -  1 500 m T20

### Championnats du monde
- Championnats du monde 2017 à Londres :
  -  1 500 m T20
- Championnats du monde 2019 à Dubaï :
  -  1 500 m T20